# Glypta deleta
Glypta deleta är en stekelart som beskrevs av Dasch 1988. Glypta deleta ingår i släktet Glypta och familjen brokparasitsteklar. Inga underarter finns listade i Catalogue of Life.